# Mondreville (Yvelines)
Mondreville – miejscowość i gmina we Francji, w regionie Île-de-France, w departamencie Yvelines.
Według danych na rok 1990 gminę zamieszkiwało 330 osób, a gęstość zaludnienia wynosiła 75 osób/km² (wśród 1287 gmin regionu Île-de-France Mondreville plasuje się na 908. miejscu pod względem liczby ludności, natomiast pod względem powierzchni na miejscu 721.).